# La hora del Regreso
La hora del Regreso es un programa radial de la emisora W Radio de Colombia.
El programa inicialmente se emitió en emisoras Nuevo Mundo (Hoy Caracol Radio) durante finales de la década de los 50 y década de los 60, su horario era los días domingos de 18:00 a 20:00. En el año 1973 se trasladó para la Emisora Punto Azúl, tres años después renombrada como Caracol Estéreo y desde 2003 como W Radio, este programa tenía un formato no hablado ni de opinión, en el cual se transmitía música para el regreso a casa.
Con la creación de la W Radio Colombia en 2003, el programa modifica su formato el cual conservaba durante la década de los 70, los 80, parte de los 90 por el presentador y locutor Otto Greiffestein, siendo reemplazado durante esa década por su hijo Johnny Greiffenstein y comienzos de los años 2000 por Manolo Bellon ampliando su horario de lunes a viernes de 16:30 a 20:00, haciendo algunas modificaciones al formato original, para las tardes denominado La hora del Regreso, el cual tiene el objetivo de acompañar a los oyentes en su retorno a casa, con una programación variada compuesta por entrevistas, noticias, música e invitados.
La Hora del Regreso se emitió de lunes a viernes de 15:00 a 19:00 y tuvo varios directores:
- Alberto Marchena (2003 - 2005)
- Alejandra Azcárate (2005 - 2006)
- Julio Sánchez Cristo (2006 - 2016)
- Carlos Montoya (2016 - 2020)
- Yamit Palacio (2020 - 2022)

Sus presentadores en las distintas temporadas han sido:
| Año                               | Presentadores |
| --------------------------------- | --- |
| 2003                              | Bianca Gambino, María Fernanda Navia y Alberto Marchena. |
| 2003 - 2004                       | Katherine Porto, Julián Arango y Alberto Marchena. |
| 2004                              | María Utrilla, Julián Arango y Alberto Marchena. |
| 2004                              | María Utrilla, Julián Arango, Antonio Sanint y Alberto Marchena. |
| 2004                              | María Utrilla, Antonio Sanint y Alberto Marchena. |
| 2004 - 2005                       | Patricia Castañeda, Pía Barragán y Alberto Marchena, |
| 2005                              | Carolina Lezaca, Patricia Castañeda, Pía Barragán y Alberto Marchena |
| 2005                              | Alejandra Azcárate, Carolina Lezaca, Pía Barragán y Alberto Marchena. |
| 2005                              | Alejandra Azcárate, Santiago Molano y Alberto Marchena. |
| 2005                              | Alejandra Azcárate, Santiago Molano y Eduardo Peña. |
| 2005 - 2006                       | Alejandra Azcárate, Santiago Molano y Andrés Nieto Molina. |
| 2006                              | Alejandra Azcárate, Manolo Bellon, Juan Pablo Rosso y Santiago Molano. |
| 2006                              | Julio Sánchez Cristo, Mónica Fonseca, Yamid Amat Serna y Juan Pablo Rosso. |
| 2006                              | Andrés Nieto Molina, Marcela Sarmiento, Mónica Fonseca, Susana Saffon Botero y Yamid Amat Serna |
| 2006                              | Mónica Fonseca, Marcela Sarmiento, Yamid Amat Serna, Susana Saffon Botero y Juan Pablo Rosso. |
| 2006                              | Mónica Fonseca, María José Martínez, Marcela Sarmiento y Yamid Amat Serna. |
| 2006 - 2007                       | María José Martínez, Camila Zuluaga, Marcela Sarmiento y Yamid Amat Serna. |
| 2007                              | Camila Zuluaga, Marcela Sarmiento, Yamid Amat Serna y Donnie Miranda. |
| 2007                              | Camila Zuluaga, Alejandro Marín, Marcela Sarmiento, Yamid Amat Serna y Donny Miranda. |
| julio de 2007                     | Lina Marulanda, Camila Zuluaga, Alejandro Marín, Yamid Amat Serna y Donny Miranda. |
| abril de 2008                     | Camila Zuluaga, María Elvira Arango, Alejandro Marín, Yamid Amat Serna, Juan Pablo Rosso, Carolina Guerra, Adriana Tarud, María Rocío Stevenson, Inés María Zabaraín, Rosario Gómez, María Paula Romero y Donny Miranda. |
| septiembre - diciembre de 2008    | Mábel Lara, Alejandro Marín, Jorge Hernán Peláez, Juanita Kremer, Mabel Kremer, Carolina Guerra, Juan Pablo Rosso, Rosario Gómez, Isabel Salazar, Ana María Pulido.                                                      |
| diciembre de 2008 - Mayo de 2011  | Jorge Marin, María Fernanda Navia, Antonio Casale y Rosario Gómez |
| mayo de 2011 - Diciembre de 2011  | Carlos Montoya, Isabel Salazar, Paola Calle, Jorge Hernán Peláez y Lorena Pulecio. |
| Enero de 2012 - Diciembre de 2012 | Carlos Montoya, Paola Calle, Jorge Hernán Peláez, Lorena Pulecio y Sara Garcia Villegas. |
| Enero de 2013 - Diciembre de 2013 | Carlos Montoya, Paola Calle, Eduardo Peña, Jorge Hernán Peláez, Catalina Franco, Estefania Meira y Lorena Pulecio. |
| Enero de 2014 - Diciembre de 2015 | Carlos Montoya, Rosario Gómez, Viviana Salinas, Jorge Hernán Peláez, Eduardo Peña, Mauricio Valencia, Mónica Escorcia, Alexandra Martínez y Mónica Martínez.                                                             |
| Enero de 2016 - Febrero de 2017   | Carlos Montoya, Rosario Gómez, Mónica Martínez, Viviana Salinas, Fernando Palma, Dominica Duque, Alfredo Ruiz Guzmán, Nataly Henao y Alexandra Martínez.                                                                 |
| Marzo de 2017 - Junio de 2020     | Carlos Montoya, Rosario Gómez, Carolina Gómez, Juliana Casali, Catalina Maya y Eduardo Peña. |
| Julio de 2020 - Enero de 2022     | Yamit Palacio, Heisel Mora, Gabriela Tafur y Ana Vargas |

No obstante, el programa volvió a emitirse desde 3 de junio de 2025 en su antiguo horario.
- Datos: Q5966996